# Carlos Soria
Carlos Ernesto Soria (Bahia Blanca, Buenos Aires, 1 de março de 1949 – General Roca, Río Negro, 1 de janeiro de 2012) foi um advogado e político argentino.

## Biografia
Nascido em Bahia Blanca, no ano de 1949, criado em General Daniel Cerri, uma não muito grande cidade próximo à Bahia Blanca e filho de Ernesto Soria, preso depois do golpe militar de 1955.
Quando foi libertado levou a família para a cidade de Rio Negro, em Bariloche. Durante o governo de Frondizi em março de 1959, seu pai foi preso novamente e trago para a Bahia Blanca.
Foi de novo libertado e em abril de 1962 mudou-se para General Roca, onde sua família abriu um armazém do bairro. Em General Roca, Carlos Soria fez os seus estudos no Colégio Domingos Sávio, e depois continuou estudos na Universidade de Buenos Aires, onde ele recebeu o cargo advogado em 1973.
Após a graduação, ele retornou ao General Roca, onde ele praticou e ocupou vários cargos no Partido Peronista, eleito em eleições internas. Ele era um membro da Unidade Básica de General Roca, vereador do Congresso provincial, conselheiro provincial e também nacional.
Morto em 1 de janeiro de 2012 de um tiro disparado, aparentemente por sua esposa em sua fazenda.